# مایکل فیلیپس (منتقد سینما)
مایکل فیلیپس (به انگلیسی: Michael Phillips) (متولد سال ۱۹۶۱)، منتقد سینما در روزنامهٔ شیکاگو تریبون است. قبل از آن در روزنامهٔ «تریبون، لس آنجلس تایمز» منتقد تئاتر بود.
وی در کنوشا، ویسکانسین متولد شد و سال‌های اولیهٔ زندگی اش را در ریسین، ویسکانسین گذراند. بین سال‌های ۲۰۰۶ تا ۲۰۰۸ در برنامه‌ای به نام:«At the Movies (U.S. TV series)» شرکت می‌کرد. ابتدا در این برنامه گاهی به جای راجر ایبرت که درمان‌های پزشکی اش را انجام می‌داد حضور داشت، پس از آن تا آخر این برنامه به‌طور دائم حضور پیدا کرد. فیلیپس در سال ۲۰۰۹ به عنوان منتقد سینما به استخدام روزنامهٔ لس آنجلس تایمز درآمد.

## فهرست ده فیلم برتر
فیلیپس هر ساله با ارائهٔ یک فهرست، ده فیلم برتر سال را معرفی می‌کند. وی فیلم جدایی نادر از سیمین را هفتمین فیلم برتر سال ۲۰۱۱ می‌داند.